# Powiat Nowa Wieś Spiska
Powiat Nowa Wieś Spiska (słow. okres Spišská Nová Ves) – słowacka jednostka administracyjna znajdująca się w kraju koszyckim na terenie historycznych regionów Spisz i Gemer. Powiat Nowa Wieś Spiska zajmuje obszar 587 km², jest zamieszkiwany przez 93 516 obywateli, średnia gęstość zaludnienia wynosi 159,31 osób na km². Miasta: Spiskie Włochy, Krompachy i powiatowa Nowa Wieś Spiska.